# British Independent Film Awards 2011
La cerimonia di premiazione della 14ª edizione dei British Independent Film Awards ha avuto luogo il 4 dicembre 2011 all'Old Billingsgate di Londra.
Tre film hanno ricevuto sette nomination: Shame, La talpa e Tirannosauro; quest'ultimo è il film che ha poi ricevuto il maggior numero di premi, vincendo nelle categorie miglior film, miglior regista esordiente e migliore attrice protagonista.

## Vincitori e candidati
I vincitori sono indicati in grassetto.

### Miglior film indipendente britannico
- Tirannosauro (Tyrannosaur), regia di Paddy Considine
- Senna, regia di Asif Kapadia
- Shame, regia di Steve McQueen
- La talpa (Tinker Tailor Soldier Spy), regia di Tomas Alfredson
- ...e ora parliamo di Kevin (We Need To Talk About Kevin), regia di Lynne Ramsay

### Miglior regista
- Lynne Ramsay - ...e ora parliamo di Kevin (We Need To Talk About Kevin)
- Ben Wheatley - Kill List
- Steve McQueen - Shame
- Tomas Alfredson - La talpa (Tinker Tailor Soldier Spy)
- Paddy Considine - Tirannosauro (Tyrannosaur)

### Premio Douglas Hickox al miglior regista esordiente
- Paddy Considine - Tirannosauro (Tyrannosaur)
- Joe Cornish - Attack the Block
- Ralph Fiennes - Coriolanus
- John Michael McDonagh - Un poliziotto da happy hour (The Guard)
- Richard Ayoade - Submarine

### Miglior sceneggiatura
- Richard Ayoade - Submarine
- John Michael McDonagh - Un poliziotto da happy hour (The Guard)
- Ben Wheatley e Amy Jump - Kill List
- Abi Morgan e Steve McQueen - Shame
- Lynne Ramsay e Rory Kinnear – ...e ora parliamo di Kevin (We Need To Talk About Kevin)

### Miglior attrice
- Olivia Colman - Tirannosauro (Tyrannosaur)
- Rebecca Hall  - 1921 - Il mistero di Rookford (The Awakening)
- Mia Wasikowska - Jane Eyre
- MyAnna Buring - Kill List
- Tilda Swinton - ...e ora parliamo di Kevin (We Need To Talk About Kevin)

### Miglior attore
- Michael Fassbender - Shame
- Brendan Gleeson - Un poliziotto da happy hour (The Guard)
- Neil Maskell - Kill List
- Gary Oldman - La talpa (Tinker Tailor Soldier Spy)
- Peter Mullan - Tirannosauro (Tyrannosaur)

### Miglior attrice non protagonista
- Vanessa Redgrave - Coriolanus
- Felicity Jones - Albatross
- Carey Mulligan - Shame
- Sally Hawkins - Submarine
- Kathy Burke - La talpa (Tinker Tailor Soldier Spy)

### Miglior attore non protagonista
- Michael Smiley - Kill List
- Tom Hardy - La talpa (Tinker Tailor Soldier Spy)
- Benedict Cumberbatch - La talpa (Tinker Tailor Soldier Spy)
- Eddie Marsan - Tirannosauro (Tyrannosaur)
- Ezra Miller - ...e ora parliamo di Kevin (We Need To Talk About Kevin)

### Miglior esordiente
- Tom Cullen - Weekend
- Jessica Brown Findlay - Albatross
- John Boyega - Attack the Block
- Craig Roberts - Submarine
- Yasmin Paige - Submarine

### Miglior produzione
- Weekend, regia di Andrew Haigh
- Kill List, regia di Ben Wheatley
- Tirannosauro (Tyrannosaur), regia di Paddy Considine
- Wild Bill, regia di Dexter Fletcher
- You Instead, regia di David Mackenzie

### Premio Raindance
- Leaving Baghdad, regia di Koutaiba Al-Janabi
- Acts of Godfrey, regia di Johnny Daukes
- Black Pond, regia di Will Sharpe e Tom Kingsley
- Hollow, regia di Michael Axelgaard
- A Thousand Kisses Deep, regia di Dana Lustig

### Miglior contributo tecnico
- Maria Djurkovic - La talpa (Tinker Tailor Soldier Spy) (scenografie)
- Chris King e Gregers Sall - Senna (montaggio)
- Sean Bobbitt - Shame (fotografia)
- Joe Walker - Shame (montaggio)
- Seamus McGarvey - ...e ora parliamo di Kevin (We Need To Talk About Kevin) (fotografia)

### Miglior documentario britannico
- Senna, regia di Asif Kapadia
- Hell and Back Again, regia di Danfung Dennis
- La vita in un giorno (Life in a Day), regia di Kevin Macdonald
- Project Nim, regia di James Marsh
- TT3D: Closer to the Edge, regia di Richard De Aragues

### Miglior cortometraggio britannico
- Chalk, regia di Martina Amati
- 0507, regia di Ben Blaine e Chris Blaine
- Love at First Sight, regia di Michael Davies
- Rite, regia di Micheal Pearce
- Rough Skin, regia di Cathy Brady

### Miglior film indipendente straniero
- Una separazione (Jodāyi-e Nāder az Simin), regia di Asghar Farhadi
- Animal Kingdom, regia di David Michôd
- Drive, regia di Nicolas Winding Refn
- La pelle che abito (La piel que habito), regia di Pedro Almodóvar
- Pina, regia di Wim Wenders

### Premio Richard Harris
- Ralph Fiennes

### Premio Variety
- Kenneth Branagh

### Premio speciale della giuria
- Graham Easton